# 14463 McCarter
14463 McCarter è un asteroide della fascia principale. Scoperto nel 1993, presenta un'orbita caratterizzata da un semiasse maggiore pari a 2,3118139 UA e da un'eccentricità di 0,1192261, inclinata di 7,12317° rispetto all'eclittica.